# Arsen Galstjan
Arsen Galstjan (rus. Арсен Жораевич Галстян, armenski: Արսեն Գալստյան) (Nerkin Karmiraghbyur, Armenija, 19. veljače 1989.) je ruski judaš armenskog podrijetla koji je prvog dana OI 2012. u Londonu osvojio zlatnu medalju u judu (kategorija do 60 kg). Najprije je u polufinalu pobijedio uzbekistanskog judaša Rishoda Sobirova (rangiranog kao najboljeg prema Međunarodnom judo savezu) da bi u samome finalu porazio japanskog predstavnika Hiroakija Hiraoku (osvajača dvije srebrne olimpijske medalje).
Galstjan je rođen u Armeniji ali se u dobi od sedam godina s obitelji preselio u Rusiju. Od 2012. živi u Krasnodaru. Osim olimpijskog zlata, među ostale veće sporske uspjehe ubraja se i naslov europskog prvaka 2009. na europskom prvenstvu u Tbilisiju.

## Olimpijske igre

### OI 2012. London
| London 2012.     | London 2012. | London 2012.    | London 2012. |
| Protivnik        | Zemlja       | Uspjeh          | Natjecanje   |
| ---------------- | ------------ | --------------- | ------------ |
| Zakari Gourouza  | Niger        | 101:0; pobjeda  | 2. krug      |
| Yann Siccardi    | Monako       | 100:0; pobjeda  | 3. krug      |
| Choi Gwang-Hyeon | Južna Koreja | 2:1; pobjeda    | četvrtfinale |
| Rishod Sobirov   | Uzbekistan   | 11:0; pobjeda   | polufinale   |
| Hiroaki Hiraoka  | Japan        | 1000:0; pobjeda | finale       |

## Vanjske poveznice
- Judo at the 2012 Summer Olympics – Men's 60 kg